# ماريان كوزما
ماريان كوزما (بالرومانية: Marian Cozma)‏ مواليد 08 سبتمبر 1982 في بوخارست، رومانيا - الوفاة 08 فبراير 2009 في فيسبرم، المجر، كان لاعب كرة يد روماني. مثل منتخب رومانيا لكرة اليد.

## روابط خارجية
- ماريان كوزما على موقع الاتحاد الأوروبي لكرة اليد (الإنجليزية)